# Jiangxia chaotoensis
Jiangxia chaotoensis és una espècie de mamífer mesonic extint de la família dels mesoníquids. Visqué durant el període Paleocè. Se n'han trobat restes fòssils a la província xinesa de Jiangxi.